# 12 يناير
- السبت
- الأحد
- الاثنين
- الثلاثاء
- الأربعاء
- الخميس
- الجمعة

- 2827 جمادى الآخرة 1446  هـ
- 2928 جمادى الآخرة 1446  هـ
- 3029 جمادى الآخرة 1446  هـ
- 3130 جمادى الآخرة 1446  هـ
- 11 رجب 1446  هـ
- 22 رجب 1446  هـ
- 33 رجب 1446  هـ
- 44 رجب 1446  هـ
- 55 رجب 1446  هـ
- 66 رجب 1446  هـ
- 77 رجب 1446  هـ
- 88 رجب 1446  هـ
- 99 رجب 1446  هـ
- 1010 رجب 1446  هـ
- 1111 رجب 1446  هـ
- 1212 رجب 1446  هـ
- 1313 رجب 1446  هـ
- 1414 رجب 1446  هـ
- 1515 رجب 1446  هـ
- 1616 رجب 1446  هـ
- 1717 رجب 1446  هـ
- 1818 رجب 1446  هـ
- 1919 رجب 1446  هـ
- 2020 رجب 1446  هـ
- 2121 رجب 1446  هـ
- 2222 رجب 1446  هـ
- 2323 رجب 1446  هـ
- 2424 رجب 1446  هـ
- 2525 رجب 1446  هـ
- 2626 رجب 1446  هـ
- 2727 رجب 1446  هـ
- 2828 رجب 1446  هـ
- 2929 رجب 1446  هـ
- 3030 رجب 1446  هـ
- 311 شعبان 1446  هـ

12 يناير أو 12 كانون الثاني أو يوم 12 \ 1 (اليوم الثاني عشر من الشهر الأوَّل) هو اليوم الثاني عشر (12) من السنة وفقًا للتقويم الميلادي الغربي (الغريغوري). يبقى بعده 353 يومًا لانتهاء السنة، أو 354 يومًا في السنوات الكبيسة.

## أحداث
- 1493 - آخر يوم في المهلة الممنوحة لليهود كي يغادروا جزيرة صقلية الإيطالية.
- 1528 - غوستاف الأول يتوج ملكاً على السويد، بعد أن حكم بالفعل منذ انتخابه عام 1523.
- 1545 - بينانغ كياوهتين ناورهتا يتوج ملكاً لبورما والذي سيتمكن بعدها من تكوين أكبر إمبراطورية في جنوب آسيا.
- 1616 - تأسيس مدينة بيليم في البرازيل على دلتا نهر الأمازون، من قبل القبطان البرتغالي فرانسيسكو كالديرا كاستيلو برانكو.
- 1684 - ملك فرنسا لويس الرابع عشر يتزوج من مدام دو مانتينون.
- 1755 - إليزابيث إمبراطورة روسيا تفتتح أول جامعة في بلادها وذلك في مدينة سانت بطرسبرغ.
- 1773 - تأسيس أول متحف للعموم في الولايات المتحدة في مدينة تشارلستون بولاية ساوث كارولينا.
- 1806 - فرنسا تنسحب من فيينا.
- 1809 - البريطانيون مع البرتغال والبرازيل ينتزعون غويانا الفرنسية من فرنسا.
- 1816 - فرنسا تحكم بنفي عائلة نابليون بونابرت إلى جزيرة سانت هيلينا، وذلك بعد هزيمته أمام الإنجليز في معركة واترلو عام 1815.
- 1872 - تتويج يوحنس الرابع إمبراطورا على إثيوبيا في أكسوم في أول تتويج امبراطوري في تلك المدينة خلال 200 سنة.
- 1879 - القوات البريطانية تجتاح بلاد الزولو في جنوب إفريقيا بقيادة الفريق «تشيلمسفورد» وذلك ردًا على حرب الزولو ضد الاستعمار.
- 1907 - المملكة المتحدة تمنح مستعمرة الترنسفال السابقة في جنوب إفريقيا سلطة حكومية مسؤولة.
- 1908 – إرسال أول رسالة إذاعية لمسافات طويلة من برج إيفل.
- 1915 - مجلس النواب الأمريكي يرفض مشروعًا لمنح المرأة حق التصويت في الانتخابات.
- 1924 - إجراء أول انتخابات برلمانية في مصر.
- 1937 - فرنسا تصدر قرارًا بحل حزب الاتحاد الوطني لمسلمي شمالي إفريقيا الذي كان يتولى زعامته مصالي الحاج ذو الميول الشيوعية.
- 1944 -
  - انسحاب القوات الألمانية النازية عن مدينة لينينغراد بعد حصار دام سنتين.
  - انعقاد مؤتمر بين رئيس الوزراء البريطاني ونستون تشرشل ورئيس الحكومة الفرنسية المؤقتة شارل ديغول في مراكش بالمغرب استمر ليومين وذلك لمناقشة تطورات الحرب العالمية الثانية.
- 1945 - زلزال في ميكاوا باليابان بقوة 7.1 على مقياس ريختر يؤدي إلى وفاة 1900 شخص.
- 1948 -
  - إدارة الانتداب البريطانية تسرح 3200 مجند فلسطيني من عناصر قوات الحدود.
  - مهاتما غاندي يبدأ صيامه الأخير من أجل السلام.
  - افتتاح أول محل سوبر ماركت في المملكة المتحدة.
- 1950 -
  - الاتحاد السوفيتي يستأنف أحكام الإعدام في قضايا الخيانة العظمى والتجسس والتخريب لصالح العدو.
  - تعيين طه حسين وزيرًا للمعارف.
- 1952 - جامعة تينيسي الأمريكية تقبل أول طالب أسود بعد تاريخ طويل من الفصل العنصري في الولايات المتحدة.
- 1953 -
  - جمال عبد الناصر يصدر قرارًا بحل جمعية الإخوان المسلمين.
  - اعتقال تسعة فيزيائيين يهود في موسكو بتهمة القيام بأنشطة إرهابية.
- 1954 - ملكة المملكة المتحدة إليزابيث الثانية تفتتح البرلمان النيوزيلندي.
- 1960 - تعيين عبد الحميد السراج أميناً عاماً للاتحاد القومي في الإقليم الشمالي للجمهورية العربية المتحدة.
- 1961 - دخول ميثاق الأمم المتحدة ضد الإبادة الجماعية حيز التطبيق.
- 1964 - عبيد كرومي يقوم بانقلاب ضد السلطان جمشيد بن عبد الله في سلطنة زنجبار.
- 1970 - انتهاء الحرب البيافارية في نيجيريا بهزيمة جمهورية بيافرا الواقعة شرقًا بعد يوم واحد من هروب مؤسسها أوجوكوو.
- 1974 - إعلان الوحدة بين تونس وليبيا ووافق بموجبها العقيد معمر القذافي على التنازل عن الرئاسة لصالح الرئيس التونسي الحبيب بورقيبة ولكنها لم تدم 24 ساعة، وكان مقررًا أن تحمل الدولة الوليدة اسم الجمهورية العربية الإسلامية.
- 1976 - مجلس الأمن الدولي يصوت بأغلبية 11 صوتًا مقابل صوت واحد لصالح السماح لمنظمة التحرير الفلسطينية بحضور جلساته.
- 1977 - مظاهرات ضد فرنسا في إسرائيل بعد قيامها بإطلاق سراح محمد داود عودة (أبو داود) المتهم بالمسؤولية عن مقتل رياضيين إسرائيليين في دورة ميونيخ للألعاب الأولمبية عام 1972.
- 1984 - إعادة انتخاب الشاذلي بن جديد رئيسًا للجزائر.
- 1988 - لجنة دراسات إستراتيجية أمريكية تقدم تقريرًا مفصلًا للرئيس رونالد ريغان يشدد على ضرورة تعزيز سياسة التسلح الأمريكي الأوروبي المشترك.
- 1989 - زائير تطرد عيدي أمين رئيس أوغندا.
- 1990 - رومانيا تحظر الحزب الشيوعي، لتكون أول دولة من دول حلف وارسو تفعل ذلك مع انهيار الكتلة الشرقية.
- 1991 - الكونغرس الأمريكي يصوت على قرار مُحاربة العراق لأجل تحرير دولة الكويت.
- 1992 - مجلس الأمن الأعلى يتسلم مقاليد السلطة في الجزائر بعد فوز الجبهة الإسلامية للإنقاذ الساحق في الجولة الأولى من الانتخابات البرلمانية في الجزائر.
- 1994 - اعتقال ابنة مالكوم إكس الزعيم الأسود السابق لحركة أمة الإسلام في الولايات المتحدة وإتهامها بتدبير اغتيال الزعيم الحالي للجماعة لويس فرقان.
- 1995 -
  - بدء محاكمة لاعب كرة القدم الأمريكية والممثل الأمريكي السابق أو جاي سيمبسون بتهمة قتل زوجته السابقة وعشيقها.
  - زلزال عنيف في كوبي في اليابان يقتل 5092 شخصًا.
- 1996 - وصول القوات الروسية إلى البوسنة والهرسك للمشاركة في تطبيق اتفاق دايتون للسلام.
- 1998 - الموظفة السابقة في البيت الأبيض ليندا تريب تسلم المحقق الأمريكي المستقل كينيث ستار تسجيلات محادثات هاتفية مع زميلتها مونيكا لوينسكي التي تروي فيها تفاصيل علاقة حميمة مع الرئيس بيل كلينتون، لتشعل بذلك ما أصبح يعرف بفضيحة مونيكا غيت.
- 2000 - النيابة العامة الإسرائيلية توجه لائحة إتهام ضد إسرائيلي عمره 39 عامًا من مستوطني القدس الغربية هدد بقتل رئيس الحكومة إيهود باراك حالما يجده أو يلتقي به.
- 2009 - مجلس حقوق الإنسان يقرر إنشاء بعثة تقصي حقائق للتحقيق في دعاوى ارتكاب مخالفات للقانون الدولي الإنساني قبل وبعد حرب غزة.
- 2010 -
  - اغتيال العالم النووي الإيراني مسعود محمدي بإنفجار استهدف منزله.
  - زلزال في هايتي بلغ قوته 7 درجات على مقياس ريختر.
- 2011 -
  - استقالة 11 وزيرًا من الحكومة اللبنانية يمثلون تكتل الإصلاح والتغيير وحزب الله وحركة أمل ووزير محسوب على رئيس الجمهورية يؤدي إلى فقدان الحكومة لشرعيتها الدستورية واعتبارها مستقيلة.
  - رئيس الوزراء الكويتي الشيخ ناصر المحمد الأحمد الصباح يزور العراق في أول زيارة لرئيس حكومة كويتي للعراق منذ الغزو العراقي للكويت عام 1990.
- 2015 - اللاعب البرتغالي كريستيانو رونالدو يفوز بجائزة كرة الفيفا الذهبية كأفضل لاعب كرة قدم في العالم ضمن حفل توزيع جوائز الفيفا 2014.
- 2016 -
  - تفجير قوي داخل ميدان السلطان أحمد في إسطنبول يسفر عن مقتل 10 أشخاص على الأقل وجرح 15 آخرين.
  - توقيف زورقين حربيين للبحارة الأمريكيين بواسطة القوة البحرية لحرس الثورة الإسلامية بعد دخولهما غير المشروع إلى المياه الإقليمية الإيرانية.
- 2023 - تحويل منطقة الزعفرانية ببغداد إلى ناحية.
- 2020 - ثوران بركان تال في الفلبين والمعهد الفلبيني لعلوم البراكين والزلازل يرفع مستوى الإنذار إلى المستوى الرابع لاحتماليّة وقوع انفجار بركاني.
- 2024 - تحالف تقوده الولايات المتحدة يشن ضربات على أهداف لحركة أنصار الله الحوثيين في اليمن.

## مواليد
- 1580 - يان بابتست فان هيلمونت، عالم نبات وطبيب فلمنكي.
- 1729 - إدموند بيرك، كاتب وسياسي بريطاني.
- 1751 - فرديناندو الأول، ملك مملكة الصقليتان.
- 1810 - فرديناندو الثاني، ملك مملكة الصقليتان.
- 1837 - لورينزو ييتس، إحاثي وطبيب أسنان أمريكي.
- 1876 - جاك لندن، روائي أمريكي.
- 1893 - هيرمان غورينغ، مؤسس البوليس السري الألماني في عهد أدولف هتلر.
- 1899 - بول مولر، عالم كيمياء سويسري حاصل على جائزة نوبل في الطب عام 1948.
- 1903 - إيجور فاسيليفتش خرشاتوف، عالم طاقة نووية روسي.
- 1912 - إبراهيم حمودة، ممثل ومغني مصري.
- 1931 - رشيد علامة، ممثل ومخرج لبناني.
- 1933 - كمال الجنزوري، رئيس وزراء مصري.
- 1936 - إميل لحود، رئيس جمهورية لبناني.
- 1937 - ميكال ميسخي، لاعب كرة قدم سوفيتي.
- 1941 - لونغ جون بولدري، مغني وممثل أداء صوتي بريطاني.
- 1944 - جو فريزر، ملاكم أمريكي.
- 1945 - أمل إبراهيم، ممثلة مصرية.
- 1948 - عزيز الدويك، رئيس المجلس التشريعي الفلسطيني.
- 1949 - أوتمار هيتسفيلد، لاعب ومدرب كرة قدم ألماني.
- 1958 - إقبال نعيم، ممثلة عراقية.
- 1966 - أوليفر مارتينيز، ممثل فرنسي.
- 1967 - تاكيهيكو إينوي، رسام مانغا ياباني.
- 1968 -
  - عبد الله ديدان، ممثل مغربي.
  - جونيتشي ماسدا، ملحن ياباني.
- 1970 - روبير فاضل، رجل أعمال وسياسي لبناني.
- 1978 - بونافينتور كالو، لاعب كرة قدم إيفواري.
- 1986 - ميغيل أنخيل نييتو، لاعب كرة قدم إسباني.
- 1987 -
  - علي المشموم، لاعب كرة قدم كويتي.
  - سالفاتوري سيريغو، لاعب كرة قدم إيطالي.
- 1992 - إسحاق بلفضيل، لاعب كرة قدم فرنسي.
- 1993 -
  - زين مالك، مغني بريطاني كان في فرقة ون دايركشن.
  - دي أو، مغني في فرقة أكسو.

## وفيات
- 1519 - مكسمليان الأول، إمبراطور الرومانية المقدسة.
- 1665 - بيير دي فيرما، عالم رياضيات ومحامي فرنسي.
- 1834 - ويليام غرنفيل، رئيس وزراء المملكة المتحدة.
- 1881 - عبد الباقي الآلوسي، عالم مسلم عثماني عراقي.
- 1909 - هيرمان مينكوفسكي، عالم رياضيات ألماني.
- 1946 - صفية زغلول، زوجة الزعيم سعد زغلول.
- 1976 - أجاثا كريستي، كاتبة إنجليزية شهيرة برواياتها عن الجريمة.
- 1983 - عبد الوهاب بن عبد الرحمن الفارس، فقيه حنبلي
- 1986 - آسيا داغر، ممثلة ومنتجة مصرية من أصل لبناني.
- 1988 - أسعد حريز، محامي وقاضي لبناني.
- 1990 - إحسان عبد القدوس، كاتب مصري.
- 2004 - جيمس إيرلي، مهندس وعالم إلكترونيات أمريكي.
- 2005 -
  - ليلى فوزي، ممثلة مصرية.
  - أمريش بوري، ممثل هندي.
- 2009 - كلود بيري، مخرج وممثل ومنتج سينمائي فرنسي.
- 2010 -
  - مسعود محمدي، عالم إيراني في فيزياء الجسيمات.
  - دانيال بن سعيد، فيلسوف فرنسي.
- 2017 -
  - كريمة مختار، ممثلة مصرية.
  - مساعد الرشيدي، شاعر سعودي.
- 2020 - علي الغرير، ممثل بحريني.
- 2022 -
  - وحيد السنباطي، صحفي وممثل مصري.
  - أرشد ياسين، حارس صدام حسين وسياسي عراقي.

## أعياد ومناسبات
- يوم ثورة زنجبار في زنجبار بتنزانيا.
- يوم الشباب الوطني في الهند.
- ليلة رأس السنة الأمازيغية.

## وصلات خارجية
- وكالة الأنباء القطريَّة: حدث في مثل هذا اليوم.
- النيويورك تايمز: حدث في مثل هذا اليوم.
- BBC: حدث في مثل هذا اليوم.